# Райське (селище, Краматорський район)
Ра́йське — селище Дружківської міської громади Краматорського району Донецької області, Україна. Розташоване над р. Казенним Торцем (притока Сіверського Дінця). Відстань до Дружківки становить близько 19 км і проходить автошляхом місцевого значення.
Населення — 693 меш. (2025). Видобуток вогнетривких глин. Поштовий індекс 84291. Найближча залізнична станція Дружківка — відстань 8 км.

## Населення

### Мова
Розподіл населення за рідною мовою за даними перепису 2001 року:
| Мова            | Кількість | Відсоток |
| --------------- | --------- | -------- |
| українська      | 944       | 90.51%   |
| російська       | 91        | 8.72%    |
| білоруська      | 4         | 0.38%    |
| румунська       | 3         | 0.29%    |
| інші/не вказали | 1         | 0.10%    |
| Усього          | 1043      | 100%     |

За даними перепису 2001 року населення селища становило 1043 особи, із них 90,51 % зазначили рідною мову українську, 8,72 % — російську, 0,38 % — білоруську, 0,29 % — молдовську

## Персоналії
У Райському народився Дорошенко Павло Якович (1915—1944), Герой Радянського Союзу.